# アルフレード・グァリーニ
アルフレード・グァリーニ（Alfredo Guarini, 1901年5月23日 - 1981年4月6日）は、イタリアの映画監督、脚本家、映画プロデューサーである。日本ではアルフレッド・グワリーニ、アルフレード・グアリーニとも表記される。

## 来歴・人物
1901年（明治34年）5月23日、リグーリア州ジェノヴァ県ジェノヴァ市セストリポネンテに生まれる。
1935年（昭和10年）、グイド・ブリニョーネ監督の映画『赤い旅券』のプロデューサーとしてクレジットされたのが、もっとも古い記録である。1939年（昭和14年）7月1日、女優のイザ・ミランダと結婚する。1940年（昭和15年）、妻イザ・ミランダを主演にした映画『空もなく』で、映画監督となる。
第二次世界大戦後は、1948年（昭和23年）に公開されたロベルト・ロッセリーニ監督の『ドイツ零年』の製作現場に参加し、ルネ・クレマンが監督した『鉄格子の彼方』の脚本を書き、プロデュースしている。1953年（昭和28年）には、オムニバス『われら女性』をプロデュースし、ロッセリーニ、ルキノ・ヴィスコンティらとともに、そのうちの1篇を監督している。創作以降は、監督業から撤退、プロデューサーに徹した。
1963年（昭和38年）、2作の剣戟映画を手がけて、映画製作の現場からは引退した。
1981年（昭和56年）4月6日、ラツィオ州ローマ県ローマで死去した。満79歳没。妻イザ・ミランダが満77歳で亡くなったのはその1年後、1982年（昭和57年）7月8日であった。

## フィルモグラフィ
一部を除きインターネット・ムービー・データベースに掲載された一覧である。
- 『赤い旅券』 Passaporto rosso : 監督グイド・ブリニョーネ、1935年 - プロデューサー
- 『スカラ座の女王』 Regina della Scala : 監督グイド・サルヴィーニ / カミッロ・マストロチンクェ、1937年 - 製作主任

- 『空もなく』 Senza cielo : 1940年 - 監督・原案
- 『ある女は堕落した』 È caduta una donna : 1941年 - 監督・脚本
- 『ドキュメントZ-3』 Documento Z-3 : 1942年 - 監督・脚本
- 『カルロの伯母』 La zia di Carlo : 1943年 - 監督・翻案・脚本
- 『女なしでは』 Senza una donna : 1943年 - 監督・原案・脚本・台詞
- 『ドイツ零年』 Germania anno zero, 英語題 Germany, Year Zero| : 監督ロベルト・ロッセリーニ、1948年 - 製作主任（ノンクレジット）
- 『鉄格子の彼方』 Le mura die Malapaga, 英語題 The Walls of Malapaga : 監督ルネ・クレマン、1949年 - 脚本・プロデューサー

- 『われら女性』 Siamo donne, 英語題 We, the Women : 参加監督アルフレード・グァリーニ / ジャンニ・フランチョリーニ / ロベルト・ロッセリーニ / ルイジ・ザンパ / ルキノ・ヴィスコンティ、オムニバス、1953年 - 監督・脚本・エグゼクティヴプロデューサー・本人役でノンクレジット出演（Concorso 4 Attrici 1 Speranza 篇）
- 『イタリア旅行』 Viaggio in Italia, 英語題 Journey to Italy : 監督ロベルト・ロッセリーニ、1954年 - プロデューサー（ノンクレジット）
- 『犯人たち』 I colpevoli : 監督トゥーリ・ヴァジーレ、1957年 - 製作主任
- 『白い道』 Esterina : 監督カルロ・リッツァーニ、1959年 - プロデューサー
- 『騎士デオンの秘密』 Le secret du Chevalier d'Éon : 監督ジャクリーヌ・オードリー、1959年 - プロデューサー

- 『無敵の勇者』 Taur, il re della forza bruta : 監督アントニオ・レオンビオラ、1963年 - プロデューサー
- 『女剣闘士たち』 Le gladiatrici : 監督アントニオ・レオンビオラ、1963年 - プロデューサー

## 関連事項
- イタリア式コメディ
- セストリポネンテ （en:Sestri Ponente）
- グイド・ブリニョーネ （en:Guido Brignone）
- グイド・サルヴィーニ (映画監督) （it:Guido Salvini (regista)）
- カミッロ・マストロチンクェ （it:Camillo Mastrocinque）
- イザ・ミランダ （en:Isa Miranda）
- トゥーリ・ヴァジーレ （it:Turi Vasile）
- ジャクリーヌ・オードリー （en:Jacqueline Audry）
- アントニオ・レオンビオラ （it:Antonio Leonviola）

## 註
1. 1 2 3 4 5 6 7 8 9 10 11  Alfredo Guarini, インターネット・ムービー・データベース （英語）, 2011年2月10日閲覧。
2. ↑  Alfredo Guarini, allmovie （英語）, 2011年2月10日閲覧。
3. ↑  アルフレッド・グワリーニ、キネマ旬報映画データベース、2011年2月10日閲覧。
4. ↑  アルフレッド・グアリーニ、allcinema ONLINE, 2011年2月10日閲覧。
5. ↑  Isa Miranda - IMDb（英語）, 2011年2月10日閲覧。